# Састави репрезентација на Светском првенству у фудбалу 1930.
Испод су састави за Светско првенство у фудбалу 1930. у Уругвају.
Југославија (3 играча из француских клубова) и Перу (1 играч из једног мексичког клуба) су једине екипе које су имале играче из иностраних клубова.

## Група 1

### Аргентина
Селектор: Франсиско Олазар

### Чиле
Селектор: Ђерђ Орт

### Француска
Селектор: Раул Кодрон

### Мексико
Селектор: Хуан Луке де Сераљонга

## Група 2

### Југославија
Селектор: Бошко Симоновић

### Бразил
Селектор: Пиндаро де Карваљо Родригез

### Боливија
Селектор: Улисес Сауседо

## Група 3

### Уругвај
Селектор: Алберто Супичи

### Румунија
Селектор: Константин Радулеску

### Перу
Селектор: Франсиско Бру

## Група 4

### Сједињене Америчке Државе
Селектор: Роберт Милар

### Парагвај
Селектор: Хосе Дуранд Лагуна

### Белгија
Селектор: Хектор Гетинк